# Laura Pieri
Pour les articles homonymes, voir Pieri.
Laura Pieri, née le 21 décembre 2003, est une karatéka française.

## Carrière
Laura Pieri est médaillée de bronze en kata par équipe avec Lætitia Feracci et Louise Frieh aux Championnats d'Europe de karaté 2021 à Poreč.
Elle est médaillée de bronze en kata par équipes aux championnats d'Europe 2022 à Gaziantep.